# Élections cantonales schwytzoises de 2020
Les élections cantonales schwytzoises de 2020 ont lieu le 22 mars 2020 dans le but d'élire 100 membres du conseil législatif (Kantonsrat) ainsi que les 7 membres de l'organe exécutif (Regierungsrat) du canton de Schwytz. Un deuxième tour pour l'élection de l'exécutif aura lieu le 17 mai. L'UDC confirme sa position de première force politique du canton, tandis que les partis écologistes progressent légèrement. Cinq des sept membres du conseil exécutif sont élus. Sandro Patierno, deuxième candidat du PDC manque son élection de 50 voix au premier tour.

## Système électoral

### Conseil cantonal
Le Conseil cantonal de Schwytz est composé de 100 sièges pourvus pour quatre ans au scrutin proportionnel plurinominal, avec un seuil électoral de 1 % des suffrages exprimés. Les sièges obtenus par les différents partis sont répartis proportionnellement entre chaque commune du canton, les plus petites communes recevant au minimum un siège. Chaque électeur dispose d'autant de voix que de sièges à pourvoir dans la commune où il vote.

### Conseil d'État
Les membres du Conseil d'État du canton de Schwytz sont élus au scrutin majoritaire plurinominal. Chaque candidat, indépendamment de son parti, doit obtenir la majorité absolue des voix afin d'être élu. Chaque électeur dispose de 7 voix, soit autant que de membres du Conseil d'État à élire, et peut les répartir aux candidats de son choix à raison d'une voix par candidat. Les électeurs ne sont pas obligés d'utiliser toutes leur voix. Ce procédé permet ainsi à plusieurs candidats de recevoir simultanément la majorité absolue en un tour de scrutin. Si moins de 7 candidats obtiennent la majorité absolue des voix, un second tour est néanmoins organisé, les candidats restants recueillant le plus de voix étant élus à hauteur du nombre de sièges à pourvoir,.

## Résultats

### Conseil cantonal
Chaque électeur disposant de plusieurs voix, le total de ces dernières est largement supérieur au nombre de votants. 
|                           |                              |                          |         |       |      |        |               |  |  |
| Parti                     | Parti                        | Sigle                    | Voix    | %     | +/-  | Sièges | +/-           |  |  |
|                           | Union démocratique du centre | UDC                      | 68 006  | 33,25 | 0,13 | 33     | en stagnation |  |  |
|                           | Parti démocrate-chrétien     | PDC                      | 49 681  | 24,01 | 3,16 | 24     | 3             |  |  |
|                           | Parti libéral-radical        | PLR                      | 43 942  | 20,25 | 1,38 | 20     | 2             |  |  |
|                           | Parti socialiste             | PS                       | 40 083  | 16,70 | 1,46 | 17     | 2             |  |  |
|                           | Les Verts                    | PES                      | 40 083  | 16,70 | 1,46 | 0      | en stagnation |  |  |
|                           | Vert'libéraux                | PVL                      | 14 950  | 5,80  | 3,25 | 6      | 3             |  |  |
| Total des voix            | Total des voix               | Total des voix           | 216 662 | 100   |      |        |               |  |  |
|                           |                              |                          |         |       |      |        |               |  |  |
| Votes valides             |                              |                          |         |       |      |        |               |  |  |
| Votes blancs et invalides |                              |                          |         |       |      |        |               |  |  |
| Total                     | Total                        | Total                    | 37 869  | 100   | -    | 100    | en stagnation |  |  |
| Abstention                | Abstention                   | Abstention               | 68 033  | 64,24 |      |        |               |  |  |
| Inscrits / participation  | Inscrits / participation     | Inscrits / participation | 105 902 | 35,76 |      |        |               |  |  |

### Conseil d'État
Six candidats obtiennent le nombre de voix nécessaires pour être élu dès le premier tour (soit 12 691 voix). Un second tour est par conséquent nécessaire pour élire le septième membre du conseil.
|                          | Petra Steimen-Rickenbacher | PLR                      | 26 254  | Oui     |        |     |  |  |
|                          | Kaspar Michel              | PLR                      | 26 148  | Oui     |        |     |  |  |
|                          | André Rüegsegger           | UDC                      | 22 918  | Oui     |        |     |  |  |
|                          | Andreas Barraud            | UDC                      | 22 767  | Oui     |        |     |  |  |
|                          | Herbert Huwiler            | UDC                      | 20 641  | Oui     |        |     |  |  |
|                          | Michael Stähli             | PDC                      | 15 956  | Oui     |        |     |  |  |
|                          | Sandro Patierno            | PDC                      | 12 641  | Non     | 18 309 | Oui |  |  |
|                          | Michael Fuchs              | PS                       | 10 627  | Non     | 11 102 | Non |  |  |
|                          | Elsbeth Anderegg Marty     | PS                       | 8 720   | Non     |        |     |  |  |
|                          | Michael Spirig             | PVL                      | 8 630   | Non     |        |     |  |  |
|                          | Peter Abegg                | Ind                      |         |         | 2 207  | Non |  |  |
|                          | Divers                     | Divers                   | 2 371   |         | 248    |     |  |  |
| Total des voix           | Total des voix             | Total des voix           | 177 673 |         | 31 866 |     |  |  |
|                          |                            |                          |         |         |        |     |  |  |
| Votes valides            |                            |                          |         |         |        |     |  |  |
| Votes blancs et nuls     | Votes blancs et nuls       | Votes blancs et nuls     | 93      | 498     |        |     |  |  |
| Total                    | Total                      | Total                    | 38 406  | -       | 32 364 | -   |  |  |
| Abstention               | Abstention                 | Abstention               | 67 496  |         | 73 445 |     |  |  |
| Inscrits / participation | Inscrits / participation   | Inscrits / participation | 105 902 | 105 809 |        |     |  |  |